# Sid Jelinek
Sidney "Sid" Carter Jelinek (18. marts 1899 - 9. marts 1979) var en amerikansk roer fra Wilmington.
Jelinek vandt bronze i firer med styrmand ved OL 1924 i Paris, sammen med Bob Gerhardt, Edward Mitchell, Henry Welsford og styrmand John Kennedy. Der deltog i alt 10 lande i disciplinen, hvor Schweiz og Frankrig vandt henholdsvis guld og sølv foran den amerikanske båd. Det var det eneste OL han deltog i.

## OL-medaljer
- 1924:  Bronze i firer med styrmand